# Balafi
Balafi es un cultivar de higuera de tipo higo común Ficus carica, unífera con higos de epidermis de color de fondo canela claro con sobre color verde amarillento. Se cultiva en la colección de higueras de Montserrat Pons i Boscana, en el municipio español de Llucmajor, Islas Baleares.

## Sinonimia
- „De la Font de Balafi“,[4][6][7]

## Historia
Actualmente la cultiva en su colección de higueras baleares Montserrat Pons i Boscana, rescatada de un ejemplar o higuera madre localizada en el término de San Lorenzo del Cardezar.
La variedad 'Balafi' es una variedad nacida silvestre de manera espontánea en el borde de una fuente, probablemente resultado de una multiplicación sexual de otra higuera cultivar, en el predio "Balafi" en el término de San Lorenzo del Cardezar propiedad en 1910 de Josep Francesc Villalonga y se denominó de este modo por el nombre de la finca donde se ubicaba. En otro tiempo conocida y cultivada en Manacor donde era muy apreciada por el tamaño y la exquisitez de sus higos.

## Características
La higuera 'Balafi' es una variedad unífera de tipo higo común. Árbol de vigorosidad de mediana a alta, con un buen desarrollo, copa redondeada e irregular muy apretada de hojas bastante espesas. Se desarrolla bien tanto en terrenos húmedos como en terrenos pobres. Sus hojas son de 3 lóbulos en su mayoría, y de 5 lóbulos (entre 15 a 20%). Sus hojas con dientes presentes márgenes serrados finos y ondulados. 'Balafi' tiene un desprendimiento medio de higos, un rendimiento productivo mediano y periodo de cosecha prolongado. La yema apical cónica de color verde amarillento.
Los frutos de la higuera 'Balafi' son higos de un tamaño de longitud x anchura:58 x 46 mm, con forma urceolada algo esférica, poco uniformes en las dimensiones pero simétricos en la forma, que presentan unos frutos grandes de unos 42,490 gramos en promedio, de epidermis con consistencia fuerte, grosor de la piel gruesa, con color de fondo canela claro con sobre color verde amarillento. Ostiolo de 3 a 5 mm con escamas pequeñas moradas. Pedúnculo de 2 a 5 mm corto cónico verde claro. Grietas reticulares gruesas. Costillas bastante marcadas. Con un ºBrix (grado de azúcar) de 25 de sabor dulce jugoso, con color de la pulpa rojo. Con cavidad interna grande, con aquenios  medianos. Los higos maduran durante un periodo de cosecha largo, de un inicio de maduración sobre el 28 de agosto hasta 6 de octubre. De buen rendimiento productivo y periodo de cosecha prolongado.
Se usa como higos frescos en alimentación humana, como higos frescos y secos para alimentación de ganado porcino y bovino. Bastante resistentes a las condiciones climáticas adversas, al transporte y a la apertura del ostiolo.

## Cultivo
'Balafi', se utiliza como higos frescos en humanos, y para la alimentación del ganado porcino y bovino. Se está tratando de recuperar de ejemplares cultivados en la colección de higueras baleares de Montserrat Pons i Boscana en Llucmajor.